# Condado de Greene (Nueva York)
El condado de Greene (en inglés: Greene County) fundado en 1800 es un condado en el estado estadounidense de Nueva York. En el 2000 el condado tenía una población de 48.195 habitantes en una densidad poblacional de 29 personas por km². La sede del condado es Catskill.

## Geografía
Según la Oficina del Censo, el condado tiene un área total de 1704 km² (657,9 mi²), de la cual 1678 km² (647,9 mi²) es tierra y 26 km² (10,0 mi²) (1.58%) es agua.

### Condados adyacentes
- Condado de Albany - norte
- Condado de Rensselaer - noreste
- Condado de Columbia - este
- Condado de Ulster - sur
- Condado de Delaware - oeste
- Condado de Schoharie - noroeste

## Demografía
En el 2000 la renta per cápita promedia del condado era de $36,493, y el ingreso promedio para una familia era de $43,854. En 2000 los hombres tenían un ingreso per cápita de $35,598 versus $25,346 para las mujeres. El ingreso per cápita para el condado era de $18,931. Alrededor del 12.02% de la población estaba bajo el umbral de pobreza nacional.

## Ciudades y pueblos
- Ashland (pueblo)
- Athens (pueblo)
- Athens (villa)
- Cairo (pueblo)
- Catskill (villa)
- Catskill (pueblo)
- Coxsackie (villa)
- Coxsackie (pueblo)
- Durham (pueblo)
- Greenville (pueblo)
- Halcott (pueblo)
- Hunter (pueblo)
- Hunter (villa)
- Jefferson Heights
- Jewett (pueblo)
- Leeds
- Lexington (pueblo)
- New Baltimore (pueblo)
- Palenville
- Prattsville (pueblo)
- Tannersville (villa)
- Windham (pueblo)

==> Entre paréntesis la forma de gobierno